# Hoan hỷ oan gia
Hoan hỷ oan gia (phồn thể: 歡喜冤家; giản thể: 欢喜冤家), cũng được dịch sang tiếng Anh là Enemies Enamoured, Enemies in Love, và Lovers and Foes, là tuyển tập truyện ngắn cuối thời Minh của một văn nhân lấy bút danh Tây Hồ ngư ẩn chủ nhân (西湖漁隱主人). 
Tuyển tập này được xuất bản vào đầu thế kỷ 17 và có nhiều câu chuyện tình yêu từ khiêu dâm đến hài hước xuyên suốt 24 chương truyện.